# USS Rogers (DD-876)
USS Rogers (DD-876/DDR-876) là một tàu khu trục lớp Gearing được Hải quân Hoa Kỳ chế tạo vào giai đoạn cuối Chiến tranh Thế giới thứ hai. Nó là chiếc tàu chiến duy nhất của Hải quân Mỹ được đặt theo tên ba anh em Jack Ellis Rogers Jr., Charles Ethbert Rogers và Edward Keith Rogers, cùng phục vụ trên tàu tuần dương hạng nặng New Orleans (CA-32) và đều tử trận trong Trận Tassafaronga tại quần đảo Solomon vào ngày 30 tháng 11 năm 1942. Hoàn tất khi chiến tranh đã kết thúc, con tàu tiếp tục phục vụ trong giai đoạn Chiến tranh Lạnh, Chiến tranh Triều Tiên và Chiến tranh Việt Nam cho đến khi ngừng hoạt động năm 1980. Nó được chuyển cho Hàn Quốc một năm sau đó và tiếp tục phục vụ cùng Hải quân Cộng hòa Hàn Quốc như là chiếc ROKS Jeong Ju (DD-925) cho đến năm 1999. Con tàu hiện đang là một tàu bảo tàng tại Dangjin, Chungcheong Nam. Rogers được tặng thưởng năm Ngôi sao Chiến trận do thành tích phục vụ trong Chiến tranh Triều Tiên; rồi thêm ba Ngôi sao Chiến trận khác khi hoạt động trong cuộc Chiến tranh Việt Nam.

## Thiết kế và chế tạo
Rogers được đặt lườn tại xưởng tàu của hãng Consolidated Steel Corporation ở Orange, Texas vào ngày 3 tháng 6 năm 1944. Nó được hạ thủy vào ngày 20 tháng 11 năm 1944; được đỡ đầu bởi bà Josie Viola Taylor Rogers, mẹ của ba anh em Rogers, và nhập biên chế vào ngày 26 tháng 3 năm 1945 dưới quyền chỉ huy của Hạm trưởng, Trung tá Hải quân C. B. Smiley.

## Lịch sử hoạt động

### 1945 - 1949
Sau khi hoàn tất việc chạy thử máy huấn luyện tại khu vực vịnh Guantánamo, Cuba, Rogers được cải biến thành một tàu khu trục cột mốc radar tại Xưởng hải quân Norfolk, Virginia. Sau các lượt huấn luyện tiếp theo dọc bờ biển Đại Tây Dương và vùng biển Caribe, nó lên đường băng qua kênh đào Panama và ghé qua San Diego trước khi đi đến Trân Châu Cảng vào ngày 4 tháng 8 năm 1945.
Tuy nhiên, khi Rogers vẫn còn đang lưu lại khu vực quần đảo Hawaii, Đế quốc Nhật Bản đã chấp nhận đầu hàng kết thúc cuộc xung đột. Dù sao chiếc tàu khu trục vẫn rời Trân Châu Cảng vào ngày 17 tháng 8 để hướng sang vịnh Tokyo ngang qua Eniwetok và Iwo Jima, đến nơi vào ngày 31 tháng 8. Nó gia nhập một đội đặc nhiệm tàu sân bay ngoài khơi vịnh Tokyo vào ngày 1 tháng 9, thực hiện những nhiệm vụ thường lệ trong thành phần Đệ Thất hạm đội.
Rogers sau đó còn được phái sang phục vụ nhiều lượt tại Viễn Đông. Vào năm 1948, nó tham gia Chiến dịch Sandstone, cuộc thử nghiệm bom nguyên tử tại khu vực đảo san hô Eniwetok; vào năm 1949 nó giúp vào việc di tản công dân Hoa Kỳ khỏi Trung Quốc sau khi phe Trung Cộng đánh bại lực lượng Quốc Dân đảng. Vào ngày 18 tháng 3, 1949, sau khi được trang bị bổ sung radar đo độ cao cùng những thiết bị thông tin liên lạc tiên tiến, đồng thời tháo dỡ các dàn ống phóng ngư lôi, con tàu được xếp lại lớp như một tàu khu trục cột mốc radar, và mang ký hiệu lườn mới DDR-876.

### Chiến tranh Triều Tiên
Do việc quân đội Bắc Triều Tiên vượt vĩ tuyến 38 tấn công xuống lãnh thổ Nam Triều Tiên, khiến cuộc Chiến tranh Triều Tiên nổ ra vào ngày 25 tháng 6, 1950, Rogers đã phục vụ cùng các lực lượng đặc nhiệm 77, 95 và 96 trong những năm 1951 và 1952. Nó hoạt động bắn phá bờ biển, tuần tra phong tỏa vùng biển Triều Tiên, cũng như canh phòng máy bay cho các tàu sân bay hoạt động trong khu vực. Trong giai đoạn này nó đã hai lần được cử đi phục vụ canh phòng dọc tuyến đường bay của hai vị Tổng thống: vào năm 1950 khi Tổng thống Truman bay đến đảo Wake để hội đàm với Thống tướng Douglas MacArthur, Tổng tư lệnh lực lượng Liên Hợp Quốc tại Triều Tiên; vào năm 1952, khi Tổng thống mới được bầu Dwight D. Eisenhower quay trở về Hoa Kỳ sau chuyến viếng thăm Viễn Đông.

### 1953 - 1962
Sau khi xung tại Triều Tiên chấm dứt nhờ đặt được thỏa thuận ngừng bắn, Rogers tiếp tục luân phiên các hoạt động thường lệ và bảo trì tại vùng bờ Tây với những lượt được cử sang phục vụ tại khu vực Tây Thái Bình Dương, kéo dài từ sáu đến chín tháng. Nó đã can thiệp trong vụ Khủng hoảng eo biển Đài Loan lần 1 khi bảo vệ cho lực lượng Trung Hoa dân quốc (Đài Loan) triệt thoái khỏi quần đảo Đại Trần vào năm 1954. Tính cho đến năm 1960, chiếc tàu khu trục đã hơn 12 lần được phái sang phục vụ tại Viễn Đông.
Sau một giai đoạn hoạt động cùng Đệ Nhất hạm đội tại vùng bờ Tây, Rogers lại được phái sang hoạt động tại Viễn Đông vào tháng 1, 1962, nơi nó hoạt động cùng các đội đặc nhiệm tàu sân bay và tuần tra tại khu vực eo biển Đài Loan, cũng như tham gia các cuộc tập trận đổ bộ. Khi quay trở lại hoạt động cùng Đệ Nhất hạm đội tại vùng bờ Tây, vào chiều tối ngày 12 tháng 11, nó đã cứu vớt một phi công từ tàu sân bay Ticonderoga (CV-14), bị buộc phải phóng ra khỏi máy bay của mình trong hoàn cảnh thời tiết sương mù dày đặc tại vùng biển Nam California.

### Chiến tranh Việt Nam
Sau 18 năm hoạt động tại vùng biển Thái Bình Dương, Rogers rời San Diego vào tháng 6, 1963 để đi sang vùng bờ Đông; và đi đến Xưởng hải quân Charleston tại Charleston, South Carolina, nơi nó được sửa chữa và đồng thời nâng cấp trong khuôn khổ Chương trình Hồi sinh và Hiện đại hóa Hạm đội (FRAM: Fleet Rehabilitation and Modernization). Trong đợt này, ngoài nhiều cải tiến nhằm kéo dài tuổi thọ phục vụ, nó còn được bổ sung những cảm biến và vũ khí chống ngầm, bao gồm tên lửa chống ngầm RUR-5 ASROC và máy bay trực thăng không người lái chống ngầm Gyrodyne QH-50 DASH. Con tàu được xếp lại lớp như một tàu khu trục thông thường, và lấy lại ký hiệu lườn cũ DD-876 vào ngày 30 tháng 7, 1963. Nó quay trở lại cùng Hạm đội Thái Bình Dương vào tháng 5, 1964.
Vào mùa Hè năm 1965, trong thành phần một hải đội huấn luyện thực hành cho học viên sĩ quan, Rogers đã viếng thăm San Francisco, Puget Sound và Hawaii. Nó đi sang vùng biển Việt Nam một năm sau đó, làm nhiệm vụ Tìm kiếm và giải cứu (SAR: Search and Rescue) trong vịnh Bắc Bộ cũng như hỗ trợ hải pháo dọc bờ biển. Khi quay trở về San Diego vào tháng 8, 1966, nó hoạt động cùng Đệ Nhất hạm đội tại vùng bờ Tây cho đến khi được phái sang hoạt động tại khu vực Tây Thái Bình Dương vào tháng 9, 1967. Con tàu hoạt động tại vịnh Bắc Bộ từ giữa tháng 11, và quay trở về San Diego, California vào tháng 4, 1968.

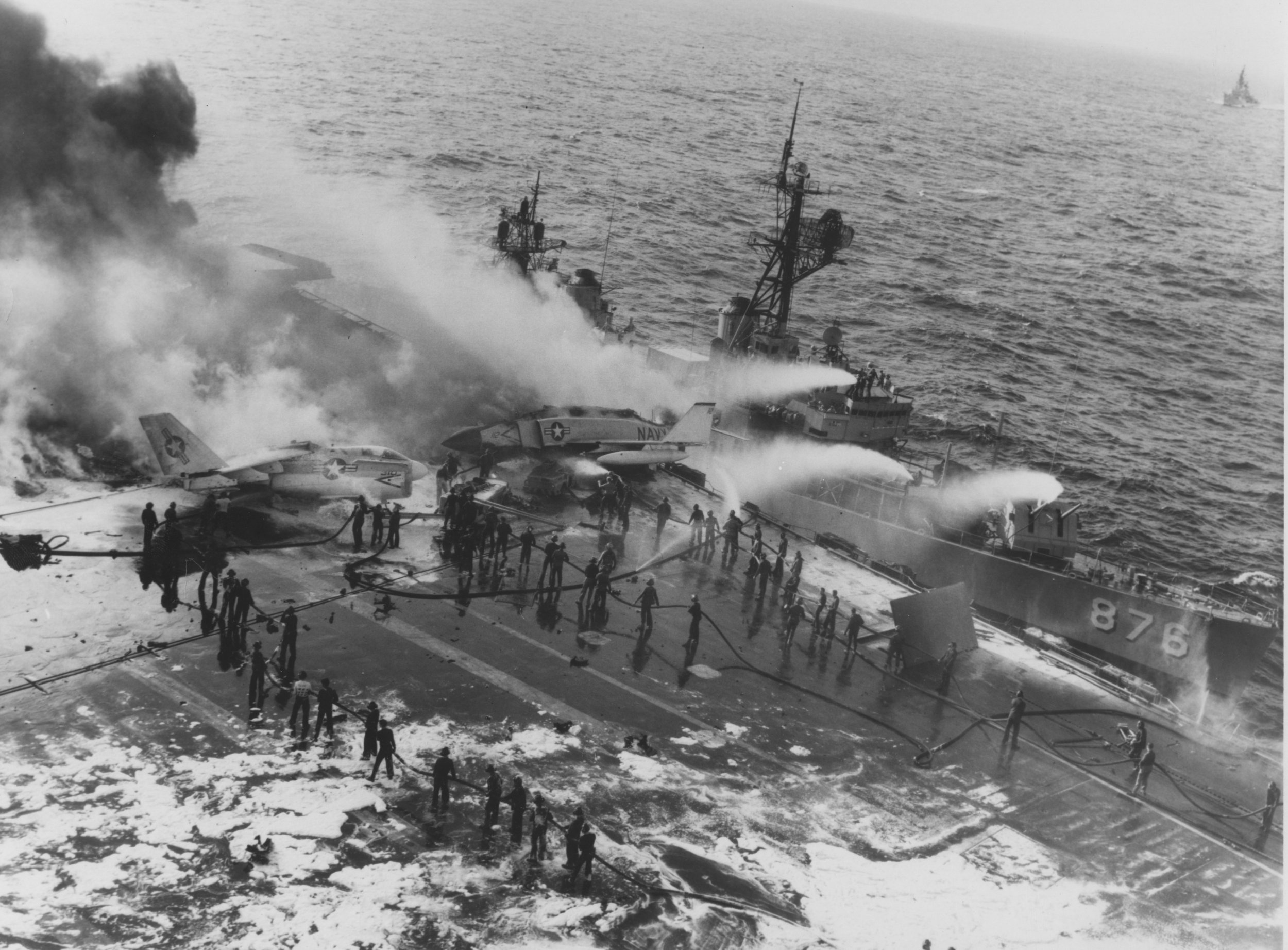
Rogers đang cặp phía đuôi mạn trái, trợ giúp cho chiếc tàu sân bay đang bị hỏa hoạn, ngày 14 tháng 1, 1969

Từ đó cho đến hết năm 1968, Rogers hoạt động cùng Đệ Nhất hạm đội tại vùng bờ Tây. Nó lại được phái sang Viễn Đông vào tháng 1, 1969. Trên đường đi tại vùng biển Hawaii vào ngày 14 tháng 1, nó đã giúp vào việc chữa cháy cho Enterprise (CVN-65) khi chiếc tàu sân bay gặp tai nạn hỏa hoạn do nổ đạn dược. Chiếc tàu khu trục đã trợ giúp sáu vòi phun chữa cháy hướng vào đuôi chiếc tàu sân bay, trong khi bản thân phải hứng chịu mảnh đạn do các vụ nổ bom và rocket. Hoàn tất lượt phục vụ tại Viễn Đông và Việt Nam, nó quay trở về San Diego vào ngày 6 tháng 7, 1969; và sau một năm hoạt động cùng Đệ Nhất hạm đội tại vùng bờ Tây, nó lại khởi hành từ San Diego cho một lượt hoạt động khác tại Việt Nam trong năm 1970. Sau năm tháng phục vụ tại Viễn Đông, nó quay trở về San Diego vào ngày 16 tháng 12, 1970.
Rogers tiếp tục trải qua một giai đoạn hoạt động thường lệ tại vùng bờ Tây, rồi lại rời San Diego vào ngày 29 tháng 6, 1971 khi một lần nữa được phái sang hoạt động tại khu vực Tây Thái Bình Dương; nó quay trở về San Diego vào ngày 22 tháng 12. Trong một năm tiếp theo nó hoạt động thường lệ cùng Đệ Nhất hạm đội tại vùng bờ Tây, và vào đầu tháng 4, 1972 đã đi vào Xưởng hải quân Hunters Point cho một lượt đại tu theo định kỳ. Khi công việc trong xưởng tàu kết thúc vào ngày 28 tháng 8, nó tiến hành chạy thử máy và huấn luyện ôn tập cho đến giữa tháng 12. Con tàu lên đường vào ngày 18 tháng 12 để hướng sang vịnh Subic, Philippines, nhưng phải quay trở lại ba ngày sau đó do có một trường hợp cấp cứu y tế. Nó lại lên đường ngay ngày hôm đó 21 tháng 12, và đi đến vịnh Subic vào ngày 29 tháng 1, 1973. Lúc này Hiệp định Paris 1973 thỏa thuận ngừng bắn đã có hiệu lực, và chiếc tàu khu trục chỉ tuần tra trong hòa bình cho đến khi quay trở về San Diego vào ngày 12 tháng 6. Con tàu tiếp tục hoạt động cùng Đệ Nhất hạm đội tại vùng bờ Tây cho đến năm 1974.

### 1974 - 1980
Vào năm 1974, Rogers chuyển cảng nhà đến Portland, Oregon, và được điều động sang Hải đội Khu trục 37, làm nhiệm vụ huấn luyện cho Hải quân Dự bị Hoa Kỳ tại khu vực Portland. Nó tiến hành những chuyến đi huấn luyện và thực tập đến Seattle, San Francisco và San Diego để huấn luyện nhân sự của Hải quân Dự bị, và tiếp tục vai trò này cho đến năm 1980. Nó được cho xuất biên chế vào ngày 19 tháng 2, 1981, và rút tên khỏi danh sách Đăng bạ Hải quân vào ngày 1 tháng 10, 1980.

### ROKSJeon Ju(DD 925)
Con tàu được chuyển cho Hàn Quốc vào ngày 11 tháng 8, 1981, và tiếp tục phục vụ cùng Hải quân Cộng hòa Hàn Quốc như là chiếc ROKS Jeon Ju (DD 925); cho đến khi xuất biên chế vào ngày 31 tháng 12, 1999. Nó được bảo tồn như một tàu bảo tàng tại SapKyoHo National Sightseeing Resort, Dangjin, Chungcheong Nam.

## Phần thưởng
Rogers được tặng thưởng năm Ngôi sao Chiến trận do thành tích phục vụ trong Chiến tranh Triều Tiên; rồi thêm ba Ngôi sao Chiến trận khác khi hoạt động trong cuộc Chiến tranh Việt Nam.